# 仮面の男 (1933年の映画)
『仮面の男』（かめんのおとこ、The Masquerader）は、1933年に公開されたリチャード・ウォーレス監督、ロナルド・コールマン、エリッサ・ランディ、ジュリエット・コンプトン出演のアメリカ合衆国のドラマ映画である。

## キャスト
| 役名               | 俳優                       | 日本語吹替                                              |
| 役名               | 俳優                       | 東京12ch版                                              |
| ------------------ | -------------------------- | ------------------------------------------------------- |
| ジョン・チルコート | ロナルド・コールマン       | 山内雅人                                                |
| イブ               | エリッサ・ランディ         | 渡辺知子                                                |
| ダイアナ           | ジュリエット・コンプトン   | 野沢雅子                                                |
| フレーザー         | デヴィッド・トレンス       | 和田啓                                                  |
| レイクリィ         | クロード・キング           | 上田敏也                                                |
| ブロック           | ハリウェル・ホッブス       | 青木正                                                  |
| ロビンズ           | ヘレン・ジェローム・エディ | 赤木葉子                                                |
| ナレーション       | N/A                        | 糸博                                                    |
| 不明 その他        | N/A                        | 荘司美代子 木原規之 国坂伸 宮内幸平 仲木隆司 塚田恵美子 |
| 日本語版スタッフ   |                            |                                                         |
| 演出               | 演出                       | 田島荘三                                                |
| 翻訳               | 翻訳                       | トランスグローバル                                      |
| 効果               | 効果                       | スリーサウンド                                          |
| 調整               | 調整                       | 杉原日出弥                                              |
| 制作               | 制作                       | トランスグローバル                                      |
| 解説               |                            |                                                         |
| 初回放送           | 初回放送                   | 1973年3月10日 『ウィークエンドシアター』                |